# Triquetra

Een Triquetra

Een triquetra met een cirkel

De triquetra is een middeleeuws symbool, waarvan de Latijnse naam 'driehoekig' betekent. Een symbool met drie in elkaar grijpende cirkels is teruggevonden op 5000 jaar oude indiaanse religieuze beelden, maar van het triquetrasymbool zelf werden in Noord-Europa de vroegste sporen gevonden uit de 8e eeuw.

## Triquetra

### (Neo)Paganisten
Binnen neopaganistische natuurreligies zoals neodruïdisme en wicca wordt de triquetra geassocieerd met de drievoudige godin, de moeder, de maagd en de oude wijze vrouw. Ze kent vele namen (Diana/Danu/Gaia, Brighid/Aradia/Artemis en Hecate/de Cailagh). Deze godin wordt gezien als moeder van alles wat leeft. Binnen de Asatru, een Germaans/Noorse tak van het Neopaganisme, wordt het symbool met Wodan/Odin geassocieerd omdat het sterk lijkt op het Valknutsymbool.

### Germanen
De triquetra is gevonden op runenstenen in Noord-Europa en op Germaanse munten.

### Kelten
De triquetra is een Keltische knoop. Bij de Kelten staat de triquetra voor leven, dood en de wedergeboorte, alsook de drie natuurkrachten: land, lucht en zee.

### Christenen
In de christelijke symboliek slaat dit op de Heilige Drievuldigheid. Het symmetrisch vlechtwerk verwijst naar de ondeelbaarheid en gelijkheid van de Heilige Drievuldigheid (de Vader, de Zoon en de Heilige Geest).

## Triquetra met cirkel
De cirkel door de triquetra is optioneel. De cirkel is immers een veel ouder symbool dat eerst verwees naar de zon, vervolgens naar vruchtbaarheid en bij de christenen naar de eeuwigheid.

## Populaire culturele referenties
- In "Charmed" wordt de collectieve Power of Three van de zusjes Halliwell gesymboliseerd door de triquetra met cirkel.

- In de Duitse Netflixserie  Dark (2017)  symboliseert het de herhaling van de vervlochten tijdlijnen.